# Joonas Kemppainen
Joonas Kemppainen, född 7 april 1988 i Kajana, är en finländsk professionell ishockeyspelare som spelar för HK Sibir Novosibirsk i KHL.
Kemppainen har även representerat Finlands landslag vid ett flertal tillfällen.

## Klubbar
- Hokki Moderklubb–2004
- Ässät 2004–2008
- HPK 2008–2010
- Oulun Kärpät 2010–2015
- Providence Bruins 2015–2016
- Boston Bruins 2015–2016
- HK Sibir Novosibirsk 2016–